# Wilczyce (gromada)
Wilczyce – dawna gromada, czyli najmniejsza jednostka podziału terytorialnego Polskiej Rzeczypospolitej Ludowej w latach 1954-1972.
Gromady, z gromadzkimi radami narodowymi (GRN) jako organami władzy najniższego stopnia na wsi, funkcjonowały od reformy reorganizującej administrację wiejską przeprowadzonej jesienią 1954 do momentu ich zniesienia z dniem 1 stycznia 1973, tym samym wypierając organizację gminną w latach 1954-1972.
Gromadę Wilczyce z siedzibą GRN w Wilczycach utworzono – jako jedną z 8759 gromad na obszarze Polski – w powiecie sandomierskim w woj. kieleckim, na mocy uchwały nr 13j/54 WRN w Kielcach z dnia 29 września 1954. W skład jednostki weszły obszary dotychczasowych gromad Wilczyce, Dacharzów, Tułkowice i Przezwody ze zniesionej gminy Wilczyce oraz obszar dotychczasowej gromady Zagrody ze zniesionej gminy Obrazów w tymże powiecie. Dla gromady ustalono 19 członków gromadzkiej rady narodowej.
31 grudnia 1959 do gromady Wilczyce przyłączono wieś Pęczyny, kolonie Pęczyny i Pęczyny Sianokos oraz osadę młyńską Pęczyny ze zniesionej gromady Dobrocice.
31 grudnia 1961 do gromady Wilczyce przyłączono wieś Daromin oraz kolonie Błachówka, Daromin, Daromin Nowy, Daromin Karczma, Mogiłki, Misiorki, Bożęcin, Antonin, Bugaj, Janki, Kłosy i Kosy ze zniesionej gromady Daromin.
Gromada przetrwała do końca 1972 roku, czyli do kolejnej reformy gminnej. 1 stycznia 1973 reaktywowano gminę Wilczyce.